# قائمة الهجمات الإرهابية في دمشق
هذه قائمة الهجمات الإرهابية في دمشق في تاريخ سوريا الحديث (بعد الاستقلال عام 1946).

## 1949
في ليلة الجمعة 5 أغسطس 1949؛ أُلقيت عدّة قنابل يدوية على كنيس يهودي في دمشق. 12 اليهود مما تسبب في مقتل ثمانية،  وإصابة حوالي 30 آخرين بجروح. تزامنَ الهجوم مع مؤتمر لوزان بعد اتفاق الهدنة التي تم التوقيع عليها بين إسرائيل وسوريا في 20 يوليو 1949.

## 1986
حصلت تفجيرات ضخمة هزّت العاصِمة دمشق والمناطق المحيطة بها في عام 1986. تسبّبت هذه التفجيرات في مقتل 144 شخصًا وحملت السلطات السورية وكلاء عراقيين مسؤولية ما حصل.

## 2004
- 28 أبريل: قُتل ثلاثة مسلحين وشرطي بالإضافة إلى مدني خلالَ هجوم على الحي الدبلوماسي في دمشق. تسبب الهجوم كذلك في إلحاق أضرار بالمبنى الذي كان يستخدم سابقا من قِبل الأمم المتحدة.[3] ألقت الشرطة باللوم على الإسلاميين.[4]

## 2006
- 2 يونيو: قُتل أربع مسلحين واثنين من حراس الأمن حينَما أحبطت قوات الأمن هجوما من قِبل إسلاميين المسلحين بالقرب من استوديوهات للتلفزيون الوطني السوري.[5][6]
- 12 سبتمبر: قُتل ثلاث مسلحين سوريين جنبًا إلى جنب معَ حارس الأمن خلال عملية إحباط لهجوم استهدفَ سيارة الولايات المتحدة. ألقى المسلحين بالقنابل يدوية على الأسوار قبل فتح النار من أسلحة أوتوماتيكية ثم تلى ذلك انفجار سيارة مفخخة فيما لم تنفجر شاحنة أخرى مفخخة مليئة القنابل وأسطوانات الغاز.[7] ثلاثة عشر شخصا بجراح ، من بينهم اثنان من حراس الأمن و الصينية دبلوماسي.[8] ألقت الشرطة القبض على مسلح واحد لكنهُ توفيَ في وقتٍ لاحق متأثرا بجراحه.[9] حسب ما صرّحت بهِ الحكومة السورية؛ فإن الهجوم من تخطيط المملكة العربية السعودية كما أنّ المهاجمين لهم صلات بتنظيم القاعدة.[10]

## 2008
- 12 فبراير/شباط: اغتيال عماد مغنية.
- 27 أيلول/سبتمبر: تسببَ تفجير سيارة مفخخة في دمشق مقتل 17 شخصًا وقد ألقت الحكومة باللوم علَى مجموعة فتح الإسلام.

## 2009
- 3 ديسمبر/كانون الأول: تسبب انفجار حافلة في مقتل ثلاثة أشخاص في مِنقطة السيدة زينب وهي ضاحية في دمشق تُعرف بكثرة الإيرانيين فيها. رفضَ المسؤولون السوريون تسمية الهجوم بالعمليّة الإرهابية وألقوا ومنعوا الصحفيين من الوصول لموقع الحادث.[11]

## 2011
- حصلَ تفجير دمشق في كانون الأول/ديسمبر 2011 خلال الحرب الأهلية السورية.

## 2012
- تفجير الميدان في يناير 2012 أثناء الحرب الأهلية السورية.
- تفجيرا دمشق مارس 2012 أثناء الحرب الأهلية السورية.
- تفجير دمشق أبريل 2012 أثناء الحرب الأهلية السورية.
- تفجيرات دمشق مايو 2012 أثناء الحرب الأهلية السورية.
- تفجير مبنى الأمن القومي السوري خلال معركة دمشق فِي الحرب الأهلية السورية.

## 2013
- حصل تفجير كبير في العاصمة دمشق في شباط/فبراير 2013 خلال الحرب الأهلية السورية وقد أودى بحياة 83 شخصًا على الأقل.

## 2016
- تفجيرات 5 سبتمبر 2016 في سوريا

## 2017
- تفجيرات دمشق - سلسلة من الهجمات الإرهابية في دمشق والتي تسببت في مقتل 114 شخصا على الأقل. أعلنت هيئة تحرير الشام[12] التي كانت تعرف سابقا باسم جبهة النصرة[13] وتنظيم الدولة الإسلامية (داعش) مسؤوليتهما.